# アレクサンドル・アストリュック

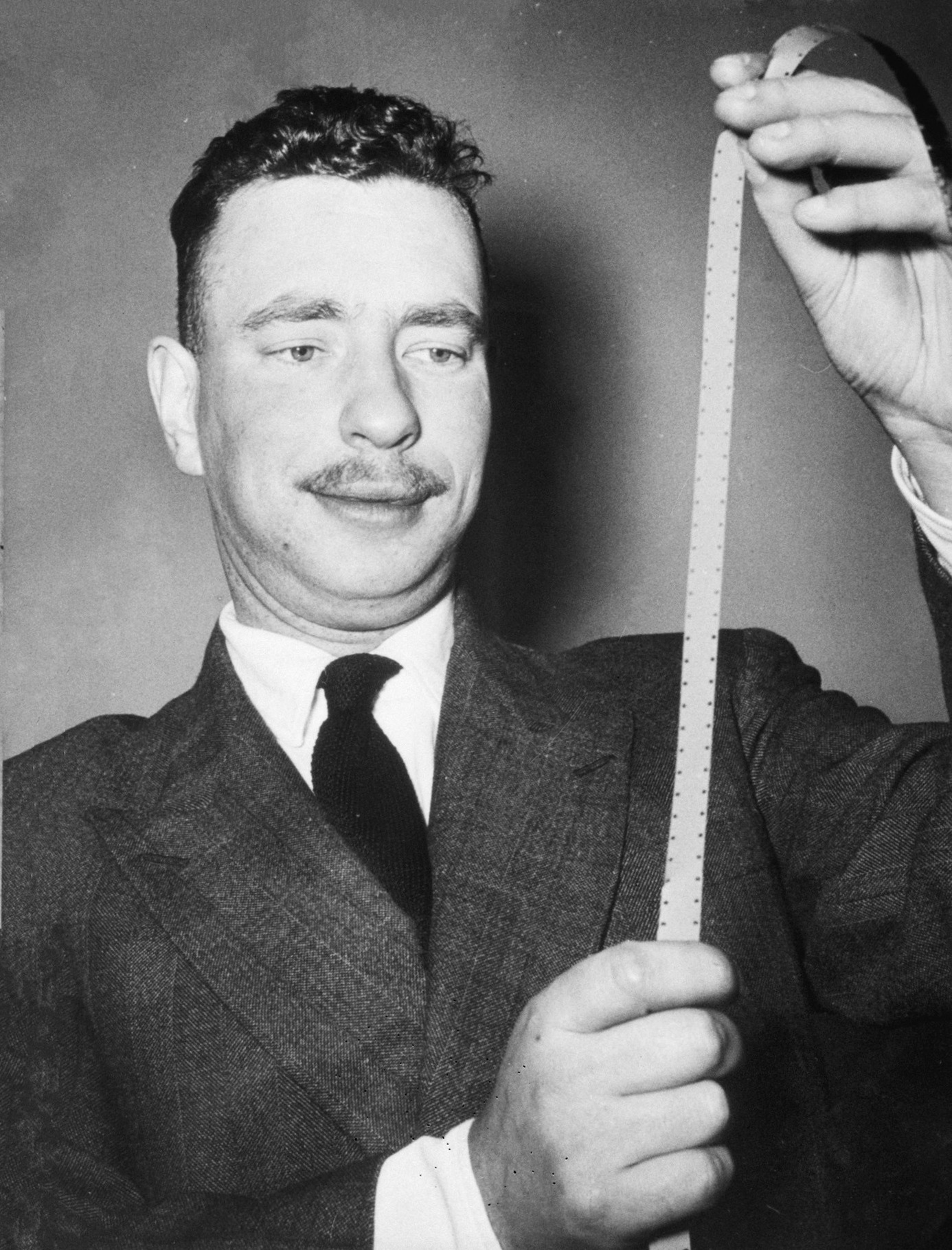
アレクサンドル・アストリュック

アレクサンドル・アストリュック（Alexandre Astruc、1923年7月13日 - 2016年5月19日）は、フランスの映画監督、脚本家、批評家、作家。「カメラ＝万年筆」論の提唱者として、およびヌーヴェルヴァーグの先駆的作品『恋ざんげ』の監督として知られる。

## 来歴・人物
- 1923年7月13日、フランス・パリに生まれる。両親ともにジャーナリスト。
- 理系の予備学校へ通うが、最終的に法学と文学の学位を修め、やはりジャーナリストの道へ。Combat、Réforme、Opéra、Les temps modernesなどで署名原稿を書く。
- 1945年以降、『シネ・ディジェスト Ciné-Digest』、『アクション Action』、『パリ・マッチ Paris Match』の各誌で演劇、文学、映画について寄稿。
- 1948年、『レクラン・フランセ L'Écran Français』誌に『カメラ＝万年筆、新しき前衛の誕生（Naissance d'une nouvelle avant-garde : la caméra-stylo）』を発表。本論は、同誌に寄稿していたアンドレ・バザンの共感を呼び、多くのシネフィルに衝撃を与え、やがてのちの「作家主義」の思想的源泉となった。またこの年、最初の短編監督作を発表する。
- 1949年、バザン、ジャン・コクトー、ロベール・ブレッソン、ジャック・ドニオル＝ヴァルクローズらとシネクラブ「オブジェクティフ49」を発足。
- 同年7月29日 - 8月5日、「第一回呪われた映画祭」を開催、翌1950年の第二回開催にも尽力。
- 1950年、『ラ・ガゼット・デュ・シネマ』誌にも寄稿。同誌はエリック・ロメールの主宰する「シネクラブ・デュ・カルチェ・ラタン」の機関誌であり、アストリュックは左岸の二大シネクラブに関わっていたことになる[2]。なおドニオル＝ヴァルクローズも同様に同誌へ寄稿している[3]。
- 1951年4月、バザンらが『カイエ・デュ・シネマ』誌を創刊、執筆参加する。
- 1953年3月6日、アヌーク・エーメを主演に監督した44分の中編映画『恋ざんげ』を公開、ルイ・ドゥリュック賞（Prix Louis Delluc）を受賞。ヌーヴェルヴァーグの先駆的作品。
- 1994年、永年の映画作品を表彰して、同年アカデミー・フランセーズが創設したルネ・クレール賞（Prix René Clair）を授与される。
- 2016年5月19日までにパリで死去したことが親族により公表された。92歳没[1]。

## フィルモグラフィ
- Aller et retour （短編、1948年）
- 恋ざんげ Le Rideau cramoisi （短編、1953年）
- Les Mauvaises rencontres （1955年）
- 女の一生 Une vie （1958年）
- La Proie pour l'ombre (Prey for the Shadows) （1961年）
- L'Éducation sentimentale （1962年）
- Le Puits et la pendule （テレビ短編、1964年）
- Évariste Galois （短編、1965年）
- La Longue marche （1966年）
- わが祖国に栄光あれ Flammes sur l'Adriatique （1968年、日本ではテレビ放映のみ）
- Les Grands détectives (テレビシリーズ、épisode La Lettre volée、1975年 ）
- サルトル自身を語る Sartre par lui-même （ドキュメンタリー、1976年）
- Louis XI ou La naissance d'un roi （テレビ、1978年）
- Louis XI ou Le pouvoir central （テレビ、1979年）
- À une voix près... ou La naissance de la IIIe république （テレビ、1980年）
- Arsène Lupin joue et perd （連続テレビ、1980年）
- Histoires extraordinaires （テレビシリーズ、épisode La chute de la maison Usher、1981年）
- Une fille d'Ève （テレビ、1989年）
- Albert Savarus （テレビ、1993年）

## 書籍
- Ciel de Cendres （Le Sagittaire刊、1975年）

## 註
1. 1 2  “Ａ・アストリュック氏死去（フランスの映画監督、作家）”. 時事通信. (2016年5月20日) 2016年5月24日閲覧。
2. ↑  独語版de:Alexandre Astruc、およびラ・ガゼット・デュ・シネマを参照。
3. ↑  Bazin & Cahiers 英語